# Curly Bird
Einspruch gegen das Löschen dieses Artikels, da das Management diesen Künstler eintragen wollte.
Bitte die Gebrauchsanleitung lesen. Danke. --PCP (Disk) 22:16, 15. Aug. 2025 (CEST)

Curly Bird

Curly Bird ist das Künstleralias eines jungen Schweizer Singer-Songwriters aus dem Wallis, wohnhaft in Bern. Mit seiner akustischen Musik – eine Mischung aus Pop, Indie und Reggae – schafft er eine Atmosphäre, die an Strandtage, gemütliche Wohnzimmer und das Zusammensein mit Freunden erinnert. Seine Lebensphilosophie lautet: Leichtigkeit, Lebenskunst und Freiheit bringen – nicht nur in seinen Songs, sondern in jeder Bühnensituation.

## Biografie & Werdegang[1]
Musikalischer Ursprung: Bereits im Jugendchor und später in der Schulband aktiv, nahm Curly Bird klassischen Gesangsunterricht bei Petra Minnig – derselben Lehrerin wie Popstar Stefanie Heinzmann.
Auszeit & Rückkehr: Nach beruflichen Stationen inklusive einer Zeit als Surflehrer in Marokko, griff er nach neun Jahren wieder zur Gitarre und verfolgte seinen musikalischen Traum.
Karrierebeginn (ab 2020): Das Jahr 2020 markiert seinen Neuanfang als Musiker – bis Ende 2021 schrieb er über 20 Songs, die inzwischen teilweise auf Streaming-Plattformen verfügbar sind.

## Stil & Einflüsse[1]
Musikalischer Stil: Seine Songs vermitteln stets positive Vibes – sanft, akustisch und rhythmisch inspiriert von Reggae, Pop und Indie.
Einflussgeber: Er nennt Jason Mraz, Jack Johnson und Bob Marley als seine prägendsten Vorbilder.
Sprachen & Ausdruck: Er performt in Englisch, Deutsch und Schweizer Mundart, was seine Vielseitigkeit unterstreicht.

## Auftritte & öffentliche Präsenz[1]
Festivalbühnen: Bereits traten Curly Bird und seine Band an namhaften Festivals auf, etwa dem Openair Gampel, Zermatt Unplugged und Seaside Festival in Spiez.
private Konzerte: Neben Auftritten auf Festivalbühnen ist Curly Bird auch für private Konzerte buchbar – sei es für Geburtstage, Hochzeiten, Firmenfeiern oder intime Wohnzimmerkonzerte. Diese kleineren Anlässe bieten dem Musiker die Möglichkeit, besonders nah und persönlich mit dem Publikum in Kontakt zu treten.

## Band & musikalische Zusammenarbeit[1]
Solo-Auftritte: Als Solokünstler nutzt Curly Bird geschickt moderne Technik, um auch ohne Band ein vollwertiges Klangerlebnis auf die Bühne zu bringen. Dabei arbeitet er mit einer Loop-Station – einem Gerät, mit dem er live gespielte Gitarrenriffs, Percussion-Elemente und Gesangsschichten aufnimmt und in Echtzeit übereinanderlegt.
Diese kreative Performance-Technik erlaubt es ihm, komplexe Arrangements allein auf der Bühne zu erzeugen, wobei er rhythmische Grooves, Harmonien und Improvisationen live zusammenfügt. Seine Auftritte wirken dadurch dynamisch, spontan und zugleich überraschend vielseitig – obwohl nur eine Person auf der Bühne steht.
Typisch für seine Loop-Sets sind:
- Perkussive Elemente auf der Gitarre (z. B. Klopfen, Slaps, Beats)
- Vocal Loops und Background-Harmonien
- Live geschichtete Songstrukturen, die sich kontinuierlich aufbauen
- Einflüsse aus Reggae, Indie und Pop, kombiniert zu einem unverwechselbaren Stil

Team hinter Curly Bird: Das Team und die Band hinter Curly Bird erfindet sich gerade neu und wird bald mit toller Musik auf der Bühne stehen. 

## Songveröffentlichungen[1]
- Dance to the Drums: Seine erste Single im Rahmen des Übergangs „vom Coach zum Musiker“ – eingängig, fröhlich, mit Sommerflair und als offizielle Premiere unter dem Pseudonym „Curly Bird“
- Where the Horizon meets the Sea: Ein atmosphärischer Song über Fernweh und die Sehnsucht nach grenzenloser Freiheit.
- Cold Days: Eine melancholisch-warme Reflexion über Einsamkeit und innere Stärke in schwierigen Zeiten.
- Living on the Road: Curly Birds musikalische Hommage an das Unterwegssein, Freiheit und das Leben ohne festen Plan.
- Ordinary Life: Ein Song über den Wunsch, dem gewohnten Alltag zu entfliehen und sich in Freiheit und Abenteuer zu verlieren.
- Tanze mit der Sunna: Ein fröhlich-schelmischer Mundart-Song, der mit sommerlicher Leichtigkeit zum Mitgrooven anregt.
- Coco Jambo: Ein Cover mit Curly Birds eigenem Stil – entspannt, verspielt und überraschend neu interpretiert.
- Devil: Ein Song über das ständige Hin und Her zwischen Verstand und Gefühl – ein innerer Tanz mit dem Teufel.
- Emotions: Ein gefühlvoller Song, der mit sanfter Stimme und Loop-Elementen emotionale Tiefe transportiert.
- Forward: Ein motivierender Titel über den Blick nach vorn und den Mut, neue Wege zu gehen.
- Place to be: Ein optimistischer Song über das Ankommen – im Leben, im Moment und bei sich selbst.

## Überblick[1]
| Stichwort             | Information                                                                 |
| --------------------- | --------------------------------------------------------------------------- |
| Künstlername          | Curly Bird                                                                  |
| Herkunft              | Wallis, wohnhaft in Bern, Schweiz                                           |
| Genre                 | Singer-Songwriter, Pop / Indie / Reggae                                     |
| Sprachen              | Englisch, Deutsch, Schweizerdeutsch                                         |
| Instrument(e)         | Gitarre (akustisch)                                                         |
| Einflüsse             | Jason Mraz, Jack Johnson, Bob Marley                                        |
| Debüt-Single          | „Dance to the Drums“                                                        |
| Festivals & Auftritte | Openair Gampel, Zermatt Unplugged, Seaside Festival, Fratelli Live Sessions |
| Kollaboratoren        | Yves (Gitarre), Chris (Gesang & Songwriting)                                |
| Website               | curlybirdmusic.com                                                          |

## Links[1]
- Website: www.curlybirdmusic.com
- Instagram: curlybirdmusic_
- Tiktok: curlybirdmusic_

| Personendaten    | Personendaten               |
| ---------------- | --------------------------- |
| NAME             | Bird, Curly                 |
| KURZBESCHREIBUNG | Schweizer Singer-Songwriter |

1. 1 2 3 4 5 6 7 8  Curly Bird - IndiePop und Reggae Sänger & Band aus der Schweiz. Abgerufen am 15. August 2025.